# Kampfgeschwader 28
A Kampfgeschwader 28 foi uma unidade aérea (asa) de bombardeiros da Luftwaffe durante a Segunda Guerra Mundial.

## Comandantes[2][3]
- Karl Angerstein, Setembro de 1939 - 16 de Julho de 1940
- Ernst-August Roth, 22 de Dezembro de 1940 - 1 de Dezembro de 1941